# خوان مارينو كابللو
خوان مارينو كابللو (بالإسبانية: Juan Marino Cabello)‏ هو كاتب وملحن تشيلي، ولد في 7 سبتمبر 1920 في بونتا أريناس في تشيلي، وتوفي في 12 يونيو 2007 في تريليو في الأرجنتين.